# Elecciones generales de Bolivia de 1978
La elecciones presidenciales bolivianas de 1978 se realizaron el domingo 9 de julio de 1978. Fueron las primeras elecciones realizadas desde 1966, con varios golpes militares ocurridos durante fines de los años 1960 e inicios de los años 1970.
Aunque Juan Pereda Asbún de la Unión Nacionalista del Pueblo ganó la elección presidencial, se observó que se emitieron más votos que la cantidad de votantes registrados. Luego de examinar los alegatos de fraude y otras irregularidades —entre los que se contaba falseamiento de censos electorales, robo de urnas con votos y sobornos para financiar la campaña de Pereda Asbún—, la Corte Electoral decidió anular los resultados el 20 de julio.
Al día siguiente de la anulación de las elecciones por fraude electoral, Pereda fue instalado como presidente mediante un golpe militar que depuso a Hugo Banzer. El mismo Pereda fue depuesto por otro golpe militar el 24 de noviembre, tras el cual el general David Padilla asumió la presidencia. Se realizaron nuevas elecciones al año siguiente, con Padilla transfiriendo el poder a su sucesor elegido interinamente por el Congreso, Walter Guevara Arze.

## Sistema electoral
Para los escaños del Senado (3 por cada departamento), se asignarían 2 escaños a la lista más votada y 1 a la primera minoría. El método contemplado para la asignación de escaños en la Cámara de Diputados era mediante el sistema de mayorías y minorías, formalizado mediante el Decreto Ley N° 15522 del 2 de junio de 1978, a través del cual se asignarían cuatro quintos de los escaños en cada departamento para la primera mayoría, y el quinto restante a la primera minoría. La cantidad de escaños por departamento se distribuiría de la siguiente manera:
| Departamento | Mayoría | Minoría | Total |
| ------------ | ------- | ------- | ----- |
| Chuquisaca   | 9       | 2       | 11    |
| La Paz       | 18      | 4       | 22    |
| Cochabamba   | 13      | 3       | 16    |
| Oruro        | 7       | 2       | 9     |
| Potosí       | 14      | 3       | 17    |
| Tarija       | 6       | 2       | 8     |
| Santa Cruz   | 11      | 3       | 14    |
| Beni         | 6       | 2       | 8     |
| Pando        | 5       | 1       | 6     |
| Total        | Total   | Total   | 111   |

## Candidaturas y coaliciones
Se formaron varias alianzas para las elecciones:
| Alianza                                              | Partidos                                            |
| ---------------------------------------------------- | --------------------------------------------------- |
| Alianza Democrática de la Revolución Nacional (ADRN) | Partido Revolucionario Auténtico                    |
| Alianza Democrática de la Revolución Nacional (ADRN) | Movimiento Nacionalista Revolucionario              |
| Unidad Democrática y Popular (UDP)                   | Partido Comunista de Bolivia                        |
| Unidad Democrática y Popular (UDP)                   | Movimiento Nacionalista Revolucionario de Izquierda |
| Unidad Democrática y Popular (UDP)                   | Movimiento de Izquierda Nacional                    |
| Unidad Democrática y Popular (UDP)                   | Alianza de la Izquierda Nacional                    |
| Unidad Democrática y Popular (UDP)                   | Ofensiva de la Izquierda Democrática                |
| Unidad Democrática y Popular (UDP)                   | Movimiento Popular de Liberación Nacional           |
| Unidad Democrática y Popular (UDP)                   | Movimiento de Izquierda Revolucionaria              |
| Unidad Democrática y Popular (UDP)                   | Partido Socialista–Aponte                           |
| Unidad Democrática y Popular (UDP)                   | Movimiento Revolucionario Túpac Katari              |
| Unión Nacionalista del Pueblo (UNP)                  | Unidad Nacionalista Barrientista                    |
| Unión Nacionalista del Pueblo (UNP)                  | Falange Socialista Boliviana                        |
| Unión Nacionalista del Pueblo (UNP)                  | Comité de Unidad Nacional                           |
| Unión Nacionalista del Pueblo (UNP)                  | Partido de la Izquierda Revolucionaria              |
| Unión Nacionalista del Pueblo (UNP)                  | Movimiento Popular Cristiano                        |
| Unión Nacionalista del Pueblo (UNP)                  | Partido Social Cristiano                            |

Juan Pereda fue apoyado en su candidatura presidencial por la Unión Nacionalista del Pueblo y el Movimiento Nacionalista Revolucionario del Pueblo, mientras que René Bernal Escalante fue el candidato de la alianza PDC–PRB y el Partido Ruralista Oriental.
Inicialmente también habían sido presentadas las candidaturas de Rafael Otazo y Gonzalo Romero por la "Acción Revolucionaria para la Unión Nacionalista Popular" (ARUNP), y Walter Gonzáles Valda y Octavio Lazo de la Vega por el Partido de la Unión Boliviana (PUB); sin embargo dichas candidaturas fueron posteriormente retiradas o impugnadas y no aparecieron en las papeletas de votación.

## Resultados
| Candidatos                                                                                          | Candidatos                                         | Partido/Coalición                                 | Votos     | %      |
| --------------------------------------------------------------------------------------------------- | -------------------------------------------------- | ------------------------------------------------- | --------- | ------ |
| | Juan Pereda Asbún Alfredo Franco Guachalla         | Unión Nacionalista del Pueblo                     | 986 140   | 50,88  |
| | Hernán Siles Zuazo Edil Sandóval Morón             | Unidad Democrática y Popular                      | 484 383   | 25,01  |
| | Víctor Paz Estenssoro Walter Guevara Arze          | Alianza Democrática de la Revolución Nacional     | 213 622   | 11,03  |
| | René Bernal Escalante Remo Di Natale               | Partido Demócrata Cristiano                       | 167 131   | 8,63   |
| | Juan Pereda Asbún Jaime Arellano                   | Movimiento Nacionalista Revolucionario del Pueblo | 40 905    | 2,11   |
| | Casiano Amurrio Rocha Domitila Barrios de Chungara | Frente Revolucionario de Izquierda                | 23 459    | 1,21   |
| | Luciano Tapia Quisbert Isidoro Copa Cayo           | Movimiento Indio Túpac Katari                     | 12 207    | 0,63   |
| | Marcelo Quiroga Santa Cruz Carlos Gómez García     | Partido Socialista                                | 8323      | 0,43   |
| | René Bernal Escalante Remo Di Natale               | Partido Ruralista Oriental                        | 1171      | 0,06   |
| Votos válidos                                                                                       | Votos válidos                                      | Votos válidos                                     | 1 937 341 | 100,72 |
| Votos en blanco                                                                                     | Votos en blanco                                    | Votos en blanco                                   | 34 627    | 1,74   |
| Votos nulos                                                                                         | Votos nulos                                        | Votos nulos                                       | 18 703    | 0,94   |
| Total de votos emitidos                                                                             | Total de votos emitidos                            | Total de votos emitidos                           | 1 989 711 | 103,49 |
| Inscritos                                                                                           | Inscritos                                          | Inscritos                                         | 1 922 556 | 100,00 |
| Abstención                                                                                          | Abstención                                         | Abstención                                        | -67 155   | -3,49  |
| El cómputo final estableció que votaron 67 155 ciudadanos más que el total de ciudadanos inscritos. |                                                    |                                                   |           |        |
| Fuente: Nohlen.                                                                                     |                                                    |                                                   |           |        |